# Ordem do Fevereiro Vitorioso
A Ordem do Fevereiro Vitorioso (em tcheco/checo:  Řád Vítězného února) é uma condecoração estatal da República Socialista da Tchecoslováquia.

## História
A Ordem do Fevereiro Vitorioso foi estabelecida pela Decisão do Presidium do Bureau da Assembleia Federal de 13 de fevereiro de 1973, nº 9/173, com o objetivo de recompensar méritos no movimento operário revolucionário e na construção socialista da República Socialista da Tchecoslováquia, bem como um prêmio por méritos excepcionais no desenvolvimento do movimento comunista e operário internacional.
Em 20 de fevereiro de 1973, a primeira cerimônia de premiação ocorreu no Castelo de Praga, incluindo:
1. Gustáv Husák, Secretário-Geral do Comitê Central do Partido Comunista da Tchecoslováquia e membro do Presidium;
2. Ludvik Svoboda, Presidente e membro do Presidium do PCC;
3. Vasil Bilyak, membro do Presidium e Secretário do Comitê Central do Partido Comunista da Tchecoslováquia;
4. Petr Kolotka, vice-primeiro-ministro e presidente da República Socialista da Checoslováquia;
5. Karel Hoffman, membro do Presidium e Presidente do Conselho Central da ČSROH;
6. Alois Indra, Presidente da Assembleia Federal da Tchecoslováquia e membro do Presidium;
7. Antonín Kapek, membro do presidium e chefe do comitê da cidade de Praga do Partido Comunista da Tchecoslováquia;
8. Joseph Kempny, membro do Presidium e Secretário do Comitê Central do Partido Comunista da Tchecoslováquia;
9. Martin Dzur, membro do Presidium do Partido Comunista da Tchecoslováquia e Ministro da Defesa Nacional da República Socialista da Tchecoslováquia.

No total, 856 prêmios foram concedidos de 1973 a 1989, incluindo vários cidadãos da URSS.

## Agraciamento
A Ordem do Fevereiro Vitorioso é concedida a cidadãos que tiveram méritos excepcionais no movimento revolucionário dos trabalhadores da Tchecoslováquia, lutaram ativamente contra a burguesia e o fascismo, em particular, contribuíram para a vitória do socialismo na República Socialista da Tchecoslováquia, participaram ativamente de suas atividades políticas e sociais, em particular, fizeram uma contribuição significativa para a implementação da política do Partido Comunista da Tchecoslováquia na construção de uma sociedade socialista, bem como indivíduos que contribuíram excepcionalmente para o desenvolvimento do movimento comunista e operário internacional, e a amizade e cooperação entre os povos. A condecoração pode ser concedida por trabalho coletivo.
A Ordem de Fevereiro Vitorioso é usada no lado esquerdo do peito, depois da Ordem da Bandeira Vermelha. Para uso diário há uma barreta, a qual era é colocada depois da barreta da Ordem da Bandeira Vermelha.

## Características
O emblema da ordem é feito de prata dourada e inclui dez feixes de raios agrupados e dispostos em círculo, emanando de uma estrela de cinco pontas de esmalte vermelho com o símbolo de uma foice e um martelo no centro. Entre os raios da estrela há duas espigas de trigo.
O emblema da ordem é suspenso por um anel de fiança em forma de ramo de tília com uma fita pendurada na qual está a inscrição: “Vítězný únor 1948” ("Fevereiro Vitorioso de 1948"). A fiança é presa a uma fita de 38mm de largura e 55mm de comprimento, de cor azul com uma estreita faixa vermelha no meio.